# Escut i bandera de Montant
L'escut i la bandera de Montant són els símbols representatius de Montant, municipi del País Valencià, a la comarca de l'Alt Millars.

## Escut heràldic
L'escut oficial de Montant té el següent blasonament:
| « | Escut quadrilong de punta redona. En camp d'atzur, una torre torrejada d'or, aclarida i maçonada de sable, acostada a destra per una rama de llorer de sinople, fruitada de sable, i a sinistra per una palma d'or, enllaçades ambdues per una cinta de gules. Al timbre, corona reial oberta. | » |

## Bandera
La bandera oficial de Montant té la següent descripció:
| « | Bandera de proporcions 2:3. Gironada en alt. Truncada en tres camps, el central ocupant els dos terços de l'amplària total en el sentit de la seua longitud. En el primer quarter, el de l'asta, de sinople. El segon quarter, el central, en camp d'atzur, una torre torrejada d'or, aclarida i maçonada de sable, acostada a destra per una branca de llorer de sinople, fruitada de sable, i a sinistra per una palma d'or, enllaçades ambdues per una cinta de gules. | » |

## Història
L'escut s'aprovà per Resolució de 20 de gener de 2004, del conseller de Justícia i Administracions Públiques, publicada en el DOGV núm. 4.686, de 6 de febrer de 2004.
Les armes tradicionals de Montant al·ludeixen a l'antic castell sarraí que corona la vila, conegut com el Castellmontant.
A l'Arxiu Històric Nacional es conserven dos segells en tinta de 1877, un de l'Alcaldia i l'altre de l'Ajuntament, on hi apareix aquest escut.

Segell de l'Ajuntament, 1877.
Segell de l'Alcaldia, 1877.

La bandera s'aprovà per Resolució de 20 de gener de 2006, del conseller de Justícia, Interior i Administracions Públiques, publicada en el DOGV núm. 5.197, de 13 de febrer de 2006.